# Геррада Ландсбергская
Герpaда Ландсбергская (нем. Herrad von Landsberg или Herrad von Hohenburg, лат. Herradis Landsbergensis, ок. 1130, Ландсберг — 25 июля 1195, Гогенбург) — эльзасская монахиня, писательница и художница.

## Биография
Родилась в Ландсберге, в знатном семействе. В раннем возрасте ушла в Гогенбургский монастырь на горе Святой Одилии в Вогезах, неподалёку от Страсбурга, в 1167 году стала его настоятельницей и оставалась ею до своей смерти.

## Творчество
Автор иллюстрированной энциклопедии «Сад утех» (Hortus deliciarum, 1175), написанной на латинском языке — компендиума различных знаний, который содержит свыше 300 аллегорических миниатюр, выполненных самой настоятельницей.

## Наследие
Книга Геррады широко переписывалась и читалась в средние века. Рукопись до XVI века хранилась в монастыре, затем попала в Страсбургскую библиотеку, где в 1870 году сгорела в ходе франко-прусской войны.
Миниатюры были копированы в 1818 году Кристианом Морицем Энгельгардтом, книгу издали в 1879—1899.

## Фотогалерея
- Геррада Ландсбергская. Автопортрет из книги Hortus deliciarum, ок. 1180
- Ад, из книги Сад утех
- Семь свободных искусств, из книги Сад утех
- Падение Вавилонской блудницы (до 1176-1196), из книги Сад утех.
- Монастырь на горе Святой Одилии